# Cruzeiro Paroquial (Forjães)
O Cruzeiro Paroquial, datado de 1885, encontra-se ao fundo da escadaria que conduz ao adro e por conseguinte à igreja paroquial, em Forjães.
É um exemplar em granito assente sobre uma plataforma de cinco degraus. É composto por um plinto, coluna e cruz. No plinto tem uma placa, em mármore, com a seguinte inscrição:
VIII CENTENÁRIO DA FUNDAÇÃO E INDEPENDÊNCIA III DA RESTAURAÇÃO DE PORTUGAL 1140 – 1640 – 1940 PORTUGAL FOI SEMPRE CRISTÃO
No lado oposto do plinto tem gravado no granito: R. 1885
A coluna é composta por uma base moldurada, um fuste cilíndrico nervurado e um capitel esférico com decoração. A cruz é simples de braços quadrangulares.
O cruzeiro veio transferido do Mosteiro de Palme para este local no ano de 1885.